# ستيوارت فلمنج
ستيوارت فلمنج هو سياسي كندي، ولد في 9 يونيو 1920 في فيرنون في كندا، وتوفي في 24 فبراير 1993. حزبياً، نشط في الحزب الكندي التقدمي المحافظ. وقد انتخب عضو مجلس العموم الكندي.